# Regeringen Brundtland II
Regeringen Brundtland II var en norsk regering som satt från 9 maj 1986 till 16 oktober 1989. Statsminister var Gro Harlem Brundtland. Utrikesminister var Knut Frydenlund (1986-87), Johan Jørgen Holst (1987) och Thorvald Stoltenberg (1987-90).